# Erysimum transsilvanicum
Erysimum transsilvanicum är en korsblommig växtart som beskrevs av Philipp Johann Ferdinand Schur. Erysimum transsilvanicum ingår i släktet kårlar, och familjen korsblommiga växter. Inga underarter finns listade i Catalogue of Life.